# گریت کسترتون
گریت کسترتون (به انگلیسی: Great Casterton) یک روستا و محله مدنی در بریتانیا است که در راتلند واقع شده‌است. گریت کسترتون ۶۰۰ نفر جمعیت دارد.